# Hipposcorpaena filamentosus
Hipposcorpaena filamentosus és una espècie de peix pertanyent a la família dels escorpènids i l'única del gènere Hipposcorpaena.